# Tom Wopat
Thomas Steven "Tom" Wopat, född 9 september 1951 i Lodi, Wisconsin, är en amerikansk skådespelare och sångare. 
Wopat slog tillsammans med John Schneider igenom i TV-serien The Dukes of Hazzard, där han spelade Luke Duke. Han spelade också som Jeff, en av Cybill Shepherds ex i TV-serien Cybill.

## Filmografi (urval)
Film
- 2012 – Django Unchained

Television
- 1979–1985 – The Dukes of Hazzard (TV-serie) (128 avsnitt)
- 1980 – Fantasy Island (TV-serie) (1 avsnitt)
- 1995–1998 – Cybill (TV-serie) (22 avsnitt)
- 1996 – Mord och inga visor (TV-serie) (1 avsnitt)
- 2001–2002 – All My Children (TV-serie)
- 2005 – Smallville (TV-serie) (1 avsnitt)
- 2010–2011 – Phineas & Ferb (TV-serie) (2 avsnitt)

## Diskografi (urval)
Album
- 1983 – Tom Wopat
- 1987 – A Little Bit Closer
- 1988 – Don't Look Back
- 1991 – Learning to Love
- 1995 – Hands On
- 2000 – The Still of the Night
- 2005 – Tom Wopat Sings Harold Arlen: Dissertation on the State of Bliss
- 2009 – Consider it Swung
- 2013 – I've Got Your Number
- 2014 – Home for Christmas (med John Schneider)
- 2017 – Wopat

## Teater

### Roller
| År   | Roll    | Produktion                         | Regi           | Teater                                  |
| ---- | ------- | ---------------------------------- | -------------- | --------------------------------------- |
| 2013 | Sheriff | The Trip to Bountiful Horton Foote | Michael Wilson | Stephen Sondheim Theatre, New York, USA |